# Cylindromyia umbripennis
Cylindromyia umbripennis är en tvåvingeart som först beskrevs av Wulp 1881.  Cylindromyia umbripennis ingår i släktet Cylindromyia och familjen parasitflugor. Inga underarter finns listade i Catalogue of Life.